# ステファヌ・ダルマ
ステファヌ・ダルマ（Stéphane Dalmat, 1979年2月16日 - ）は、フランス・ジュエ＝レ＝トゥール出身の元サッカー選手。現役時代のポジションはMF。

## 経歴
LBシャトールーユース出身で、1998年に同チームでプロデビュー。デビュー1年目にして18歳とは思えないテクニックと潜在能力を披露すると、同年夏には早くも3500万フランという高額な移籍金がつき、RCランスへと移籍した。さらに1999年にはオリンピック・マルセイユと異例の8年契約を結んで再び話題となったが、目立った活躍はなくわずか1年でパリ・サンジェルマンFCへと放出された。
2000年、イタリアの強豪・インテル・ミラノへと移籍。インテルでは度重なる怪我と選手層の厚さから出場機会に恵まれず、2度のレンタル（トッテナム・ホットスパーFCとトゥールーズFC）移籍を経験。2005年には活躍の場を求めてスペインのラシン・サンタンデールへ移籍。しかしラシンでもインパクトを残せず、2006年8月14日にFCジロンダン・ボルドーに移籍して母国へ復帰。しかしボルドーでも満足のいく結果は得られなかった。2007年7月27日にFCソショーへ移籍。ソショーではポジションを確保し、司令塔として復活。チームの攻撃を支えた。
2010年7月18日、スタッド・レンヌへ移籍。また、2012年7月にニーム・オリンピックへと加入するも、新シーズンを迎える前に現役を退くことを表明した。
弟のウィルフレド・ダルマもサッカー選手であり、ラシンでは共にプレーした。

## 代表歴
元フランスU-21代表であるが、A代表における出場経験はない。

## タイトル
RCランス
- クープ・ドゥ・ラ・リーグ : 1999